# Ricky Petrucciani
Ricky Petrucciani (ur. 30 czerwca 2000) – szwajcarski lekkoatleta specjalizujący się w biegach sprinterskich.
Bez awansu do finału startował na mistrzostwach Europy do lat 18 oraz do lat 20. Półfinalista mistrzostw świata juniorów (2018). W 2019 zdobył brąz w biegu na 400 metrów podczas mistrzostw Europy U20 w Borås.
W 2021 triumfował na młodzieżowych mistrzostwach Starego Kontynentu w Tallinnie. Półfinalista igrzysk olimpijskich w Tokio (2021).
W 2022 zdobył w Monachium tytuł wicemistrza Europy na dystansie 400 metrów.
Złoty medalista mistrzostw Szwajcarii oraz reprezentant kraju na drużynowych mistrzostwach Europy.

## Osiągnięcia
| Rok  | Impreza                                 | Miejsce   | Konkurencja        | Lokata     | Wynik   |
| ---- | --------------------------------------- | --------- | ------------------ | ---------- | ------- |
| 2016 | Mistrzostwa Europy U18                  | Tbilisi   | bieg na 400 m      | eliminacje | 49,75   |
| 2017 | Mistrzostwa Europy U20                  | Grosseto  | bieg na 400 m      | półfinał   | 47,41   |
| 2017 | Mistrzostwa Europy U20                  | Grosseto  | sztafeta 4 × 400 m | 6. miejsce | 3:11,67 |
| 2018 | Mistrzostwa świata U20                  | Tampere   | bieg na 400 m      | półfinał   | 47,39   |
| 2018 | Mistrzostwa świata U20                  | Tampere   | sztafeta 4 × 400 m | eliminacje | 3:09,48 |
| 2018 | Mistrzostwa Europy                      | Berlin    | sztafeta 4 × 400 m | eliminacje | DQ      |
| 2019 | Halowe mistrzostwa Europy               | Glasgow   | bieg na 400 m      | eliminacje | 47,83   |
| 2019 | Mistrzostwa Europy U20                  | Borås     | bieg na 400 m      | 3. miejsce | 46,34   |
| 2021 | Halowe mistrzostwa Europy               | Toruń     | bieg na 400 m      | półfinał   | 46,72   |
| 2021 | Młodzieżowe mistrzostwa Europy          | Tallinn   | bieg na 400 m      | 1. miejsce | 45,02   |
| 2021 | Igrzyska olimpijskie                    | Tokio     | bieg na 400 m      | półfinał   | 45,26   |
| 2022 | Mistrzostwa świata                      | Eugene    | bieg na 400 m      | eliminacje | 46,60   |
| 2022 | Mistrzostwa Europy                      | Monachium | bieg na 400 m      | 2. miejsce | 45,03   |
| 2022 | Mistrzostwa Europy                      | Monachium | sztafeta 4 × 400 m | –          | DNF     |
| 2023 | Halowe mistrzostwa Europy               | Stambuł   | bieg na 400 m      | eliminacje | 47,32   |
| 2023 | I dywizja drużynowych mistrzostw Europy | Chorzów   | sztafeta mieszana  | 8. miejsce | 3:14,22 |
| 2023 | Mistrzostwa świata                      | Budapeszt | bieg na 400 m      | eliminacje | DNS     |
| 2024 | World Athletics Relays                  | Nassau    | sztafeta mieszana  | repasaże   | 3:14,12 |
| 2024 | Mistrzostwa Europy                      | Rzym      | bieg na 400 m      | półfinał   | 45,47   |
| 2024 | Mistrzostwa Europy                      | Rzym      | sztafeta 4 × 400 m | eliminacje | DQ      |
| 2025 | Halowe mistrzostwa Europy               | Apeldoorn | bieg na 400 m      | eliminacje | 46,79   |

## Rekordy życiowe
- Bieg na 200 metrów – 20,72 (2021)
- Bieg na 400 metrów (stadion) – 45,02 (2021)
- Bieg na 400 metrów (hala) – 46,27 (2023)

5 maja 2024 w Nassau szwajcarska sztafeta mieszana 4 × 400 metrów z Petruccianim na pierwszej zmianie wynikiem 3:14,12 ustanowiła aktualny rekord kraju w tej konkurencji.